# Carelia bicolor
Carelia bicolor foi uma espécie de gastrópodes da família Amastridae.
Foi endémica dos Estados Unidos da América.